# Conditions de vie des pêcheurs d'Islande entre 1850 et 1935

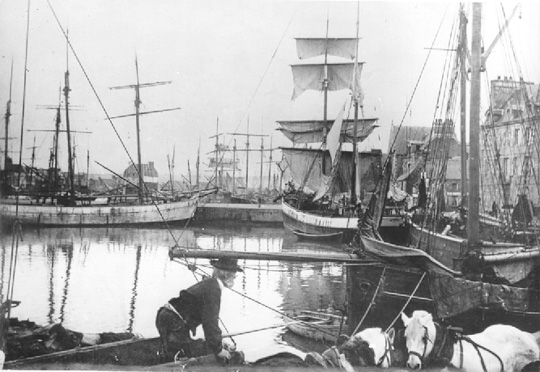
Le port de Paimpol vers 1895.

Entre 1850 et 1935, les conditions de vie des pêcheurs bretons de morue en Islande sont extrêmement difficiles, tant le climat islandais est terrible et les journées de travail longues, avec des horaires quotidiens de quinze à seize heures.
Poussés par la misère, ils sont obligés de se soumettre à des cadences infernales dans un milieu hostile, sans confort ni sécurité. S'ils ont la chance d'échapper aux maladies et aux accidents, ils sont souvent rendus alcooliques par le régime suivi sur les lieux de pêche pour pouvoir tenir. Beaucoup disparaissent en mer au cours de nombreux naufrages dramatiques. Leur sort s’améliore un peu, au fil des années, grâce aux actions de l'administration maritime, mais reste très différent de celui décrit dans le célèbre roman de Pierre Loti, Pêcheur d'Islande. 

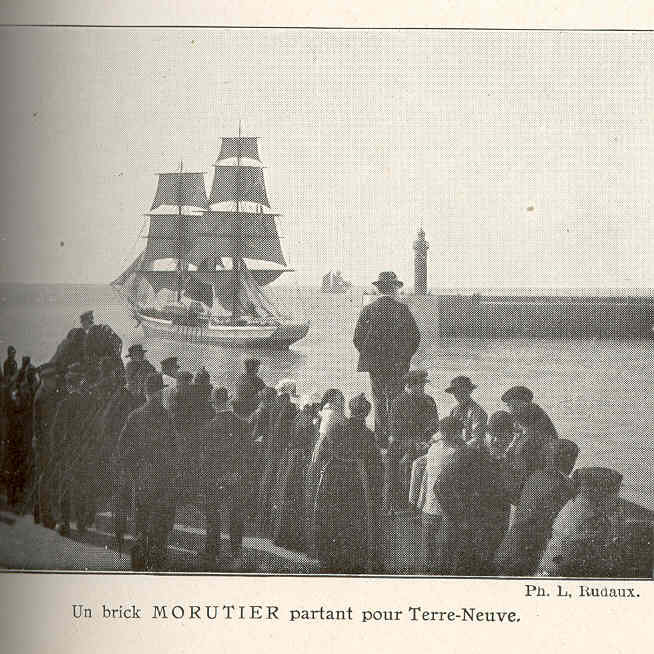

## À bord des goélettes paimpolaises
Les conditions de vie des pêcheurs embarqués à Paimpol sont décrites en 1875 dans Les Côtes d’Islande et la pêche de la morue par George Aragon, puis en 1899 dans Pêcheur d’Islande par Anatole Le Braz et enfin par les correspondances officielles du commissaire Jean-Marie Leissen, qui sont archivées au Service Historique de la Défense.
En 1852, l'Occasion, l'ancien navire négrier brésilien Trovoada, arraisonné en 1846 pour piraterie par la Marine et acheté à l'encan par l'armateur Louis Morand, est le premier bateau à partir de Paimpol pour la pêche en Islande. Le départ de ce brick-goélette, inadapté à cette activité et qui fera deux ans plus tard l'objet d'un acte de baraterie jamais sanctionné, marque le commencement de cette aventure dramatique.

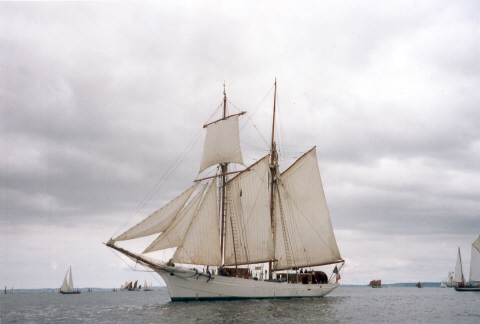
La Belle Poule, goélette paimpolaise à huniers

Au début de la « pêche à Islande », expression consacrée pour désigner les grandes campagnes morutières, les armateurs se contentent, en général, d'aménager rapidement des navires déjà existants. Puis le besoin de s'équiper d'une flotte adaptée apparaît.
Bien qu'elle soit pratiquée par toutes sortes d'embarcations, cette Grande Pêche reste associée, dans l'imagination populaire, aux goélettes paimpolaises. Ces goélettes à huniers, conçues pour la chasse à la morue, sont un si bel exemple d'architecture navale que les plans ont servi de modèle pour la construction de la Belle Poule et de L'Étoile, célèbres bateaux-écoles de la Marine nationale.
Si les performances à la mer de ces navires sont incontestables, il n'en est pas de même pour le confort accordé aux « Islandais », surnom donné aux hommes, qui, du mousse au capitaine, composent l'équipage. Néanmoins, il faut de nombreuses admonestations de la part des commissaires de La Royale, devenus entre-temps administrateurs de l'Inscription maritime, pour obtenir les installations nécessaires.

### Le déséquilibre de l'alimentation
Comme la nourriture est surtout constituée de soupe, il est difficile de se rendre compte si la quantité fournie à l'équipage est suffisante. En revanche, le manque de qualité et de variété sont indéniables. Pour des travailleurs soumis aux rudes épreuves de la pêche en haute mer, la monotonie des repas n'apporte pas un grand réconfort. Les carences en vitamines entraînent de nombreux cas de scorbut qui auraient pu être évités en apportant plus de soin à l'avitaillement des morutiers lors de l'embarquement.

« L’alimentation pèche surtout par l'absence de variété dans la ration et par le rôle prépondérant qu'y joue le lard salé. Du jour du départ à celui de l'arrivée les marins sont toujours au même menu. Le matin, café, biscuit, boujaron d’eau-de-vie. À midi, la soupe au lard avec dedans, sur les lieux de pêche, une demi-morue ou un autre poisson, deux quarts de vin. Le soir, une soupe à la graisse de Normandie ou dénommée telle, avec des fayots sur certains navires tant que dure l'unique sac de 100 kg qui est embarqué, et un quart de vin. La nuit, du thé aux hommes de quart ou pêchant. [...] les cas de scorbut sont assez fréquents parmi les marins d’Islande. Il convient donc de modifier le régime. »

— Jean-Marie Leissen, rapport du 25 septembre 1904
La proposition d'aligner la composition des repas sur l'ordinaire des marins de l’État ne recueille pas l'adhésion de l'armement, car le coût n'est évidemment pas le même. Il ne s'agit pourtant que de renforcer le repas du soir, d'introduire de la viande fraîche ou des conserves de bœuf pour diminuer l'utilisation du lard salé. Il faudra attendre de longues années avant que ces recommandations ne commencent à être prises en compte.

### L'incitation à l'alcoolisme
Les dégâts occasionnés par l'intempérance des marins sont considérables, autant pour leur constitution que pour leur sécurité. Certes, à l'époque, l'effet bénéfique de l’alcool pour la santé est souvent invoqué, mais cette dépendance est encouragée par les armateurs et les capitaines qui y voient un moyen de sujétion. L'enrôlement, par exemple, avant chaque campagne de pêche, est facilité par quelques libations judicieusement orchestrées. Même si ces comportements ne sont pas l'apanage des armateurs, le résultat est que de malheureux enivrés se retrouvent parfois engagés dans des expéditions pour lesquelles ils ne sont pas volontaires et dont ils ne mesurent pas la rudesse. Cette addiction contagieuse provoque également des ravages dans les familles.

« Bien qu'averti à l'avance, j'ai été étonné en arrivant à Paimpol du grand nombre de gens pris de boisson qu'on y rencontre [....] j'ai acquis la conviction que le régime que suivent à la mer les pêcheurs a contribué pour une large part à l'établissement de ces déplorables habitudes. Il va sans dire que tout le liquide qu'on leur donne est absorbé, l'eau-de-vie de préférence. Aussi la grande majorité des marins sont-ils alcooliques. En Islande, à certains pêcheurs, les 0 litre 25 qui leur reviennent chaque jour ne suffisent pas... Les capitaines eux-mêmes ne sont pas en général à l'abri de ce vice et la rumeur publique affirme que plus d'un sinistre de ces dernières années n'a pas d'autre cause que l'ivresse… »

— Jean-Marie Leissen, rapport du 10 février 1894
De longues années sont nécessaires pour que la quantité d'alcool embarquée sur les navires diminue et parvienne à des proportions plus raisonnables (4 cl par jour d'eau de vie en 1907 au lieu de 20 cl auparavant, auquel il faut ajouter le vin et le cidre). Mais la qualité reste la même et les marins doivent se contenter du mauvais alcool à bas prix fourni par les armateurs.

Le contrat-type de marin réalisé à Paris les 5, 6 et 7 décembre 1932 par le Comité central des armateurs de France et la Fédération nationale des syndicats de capitaine de la marine marchande mentionne l'interdiction de l'alcool à bord des navires dans l'article 8 : 
« L’embarquement individuel de l’eau-de vie par les marins est formellement interdit. »
Une copie de ce contrat-type, utilisé pour la campagne de 1936 du bateau "Lieutenant René Guillon", sur lequel s'embarque notamment Ollivier Henri en qualité de patron de doris, est conservé au musée de Bretagne.

### Le manque de confort minimal
L'enseignant et chercheur universitaire François Chappé exploite les rapports du commissaire Leissen pour argumenter sa thèse L'épopée islandaise 1880-1914 : Paimpol, la République et la mer. Dans cet ouvrage, il dénonce les oligarques paimpolais, édiles et en même temps armateurs, qui utilisent la notoriété de Paimpol pour dissimuler la gravité du coût humain de la pêche en Islande. Il se réfère à la même source lors des conférences dans lesquelles il évoque les conditions de vie des pêcheurs et les répercussions sur leur physique. Le rapport du 1er juin 1893 consacré à l'obsolescence du coffre à médicaments montre l’indifférence de leurs employeurs pour ces hommes exposés à de nombreuses blessures et maladies.

« Surhomme il [le pêcheur d'Islande] l'était peut-être, physiquement, au départ de sa carrière, mais il devient prématurément un être usé, fatigué. À bord, ont raison de lui, le froid, l'humidité, le sommeil réduit et accompli dans une atmosphère confinée, une alimentation déséquilibrée, un travail très dur, les panaris, la furonculose, les fatigues de la vision provoquées par la lumière sans cesse réfléchie du soleil qui pendant l'été islandais ne quitte jamais l'horizon, la saleté ambiante »

— François Chappé, Paimpol (1880-1914) : Mythes et réalités
Pour tenter d'améliorer la situation dans ces mers inhospitalières, car le climat islandais est terrible avec le froid, la neige et la glace, il est alors recommandé d'installer autant de couchettes que d'hommes, une table, un poêle, des manches à air pour la ventilation et des hublots dans le poste d’équipage. Un seul armateur, Jules Gicquel, adoptera ces mesures de lui-même. Dans les autres embarcations, l'inconfort subsiste pour ces hommes harassés par des journées de quinze à seize heures aux cadences de travail infernales, dormant à tour de rôle dans leur local glacial, exigu, sombre et malodorant. Le coffre à médicaments (la pharmacie du bord) contient nombre de produits dépassés au regard des connaissances médicales de l'époque ou bien en quantité insuffisante. Panaris, abcès, phlegmons et fleurs d'Islande mal soignés sont d'une gravité extrême. Typhoïde, tuberculose, scorbut, etc. : lorsqu'une maladie se déclare, les capitaines sont généralement incapables, par manque de formation, de poser le bon diagnostic. Quand un homme se blesse, ce qui arrive souvent sur le pont glissant et encombré des goélettes, il doit attendre plusieurs jours avant d’être débarqué pour recevoir des soins. La plupart du temps, souffrant d'un membre cassé ou d'une plaie profonde, il endure son supplice, avec quelques rasades de mauvais alcool pour tout réconfort, quand il n'est pas enfermé dans la cale pour ne plus entendre ses cris.
D'après le contrat-type de marin réalisé à Paris en 1932 par le Comité central des armateurs de France et la Fédération nationale des syndicats de capitaine de la marine marchande, l’Armateur est tenu d’assurer, à partir du jour d'embarcation des marins, la nourriture et le logement de ces derniers, à bord ou à terre. Si la nourriture ne leur est pas fournie, l’allocation équivalente à leur attribuer est du même taux que celle en usage pour la navigation du commerce. Les marins doivent cependant fournir leurs propres objets de couchage.
L’Armateur peut prévenir l’équipage du jour et de l’heure du départ jusqu'à 48 heures avant le départ. Tout homme qui manque le déhalage au bassin ou la mise en rade, est tenu de payer la somme de 25 francs. Tout homme qui retarde, sans motif légitime, le départ du navire, paie la somme de 200 francs ; celui qui manque le départ est tenu de rejoindre le navire à ses frais. Cette dépendance des marins à l'armateur est d'autant plus important que le montant des pénalités et des frais est ajouté au produit brut de la pêche et prélevé sur les salaires de retour.

### L'absence de sécurité

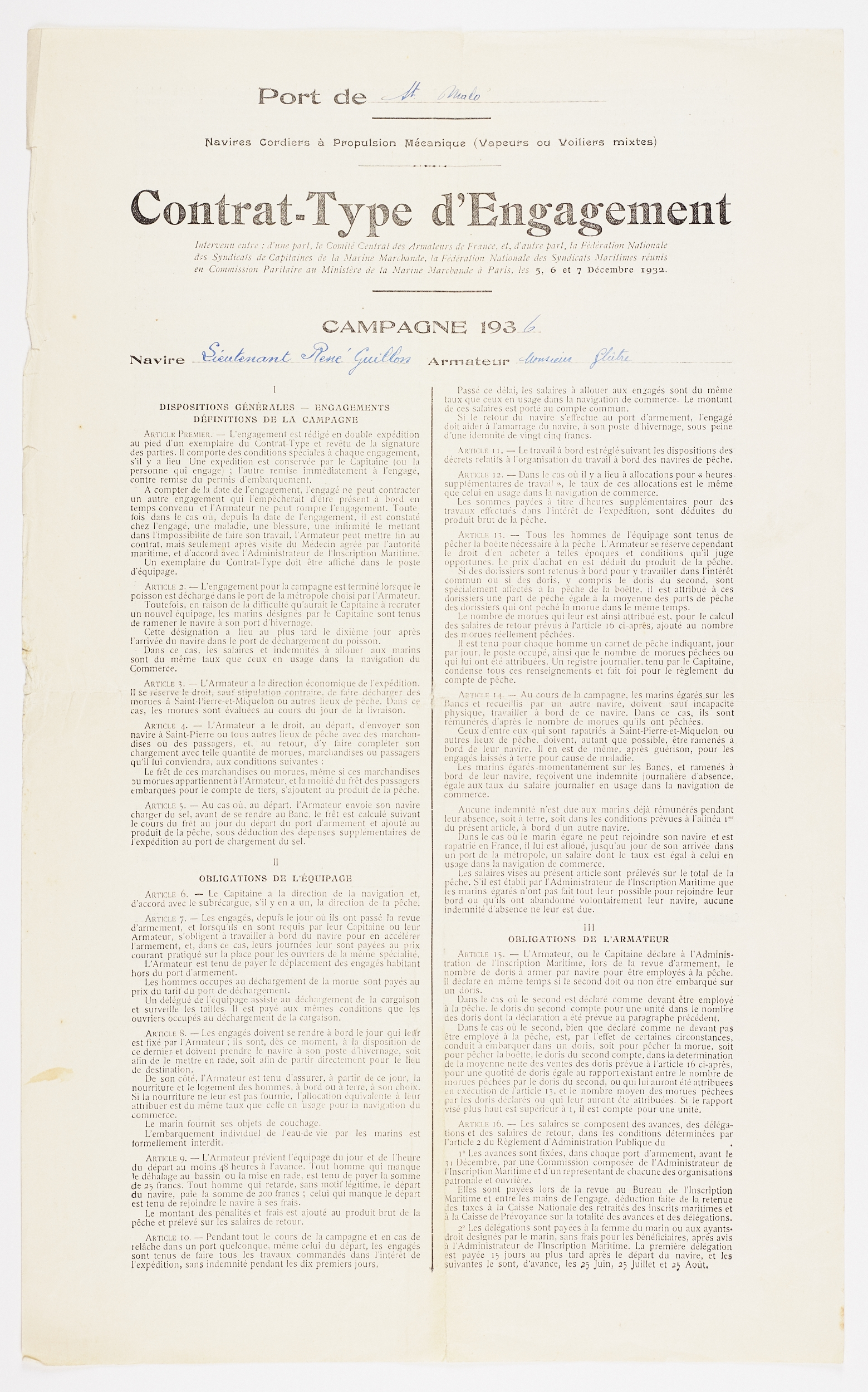
Contrat-type des marins

C'est le point le plus surprenant. En ce temps-là, une vie humaine ne vaut pas le prix qu'on lui attache aujourd'hui. Sinon, comment expliquer l'inébranlable désinvolture affichée dans le traitement des questions de sécurité. À l'inconscience de nombreux capitaines s'ajoute le souci d'économie d'armateurs invoquant tous les prétextes pour refuser d'investir dans de simples équipements de sécurité. Le bilan humain est catastrophique : le chiffre de 2000 morts et disparus couramment admis n’étant qu'une estimation minimum, car des cimetières et des tombes isolées jalonnent également les côtes islandaises.

« ...selon le rapport du sous-commissaire Jean-Marie Leissen, une véritable anarchie régnait sur ces goélettes surchargées. Ainsi, fréquemment, l’homme de corvée de vigie descendait se coucher sans attendre la relève et en déclarant, avec l’approbation de ses supérieurs, « Veille qui a peur ! ». La raison en était simple : les armateurs nommaient capitaines de simples parents et amis ..., sans qu'ils aient besoin de savoir lire et écrire. Par ailleurs, ils refusaient, pour raison d’« encombrement », de fournir les ceintures et un second canot de sauvetage... Ainsi, lors d’un naufrage en pleine rade de Paimpol le 8 juin 1891, 14 marins se sauvèrent dans la seule barque disponible, les 8 autres périssant noyés... Dans un second rapport, il cite une goélette qui, ayant perdu son capitaine, ne dut son salut qu'au mousse qui était seul à savoir lire le compas à bord et d’une autre qui, du large de Lisbonne, ne put rentrer que grâce à l’assistance d’un navire étranger, personne ne sachant lire à bord. »

— Michel Foucault, Les Vieux Métiers illustrés par la chanson
Dans ces mers dangereuses, agitées par les tempêtes et où dérivent souvent des icebergs, il faut des décisions ministérielles pour obliger les propriétaires à équiper les navires de canots en nombre suffisant pour accueillir tous les membres de l'équipage, de bouées et de ceintures de sauvetage.
Sans faire cesser la lugubre litanie des « Disparus corps et biens », cela permet de faire diminuer le nombre des victimes de la « fatalité ».

Le neuvième article du contrat-type de marin réalisé à Paris en 1936 par le Comité central des armateurs de France et la Fédération nationale des syndicats de capitaine de la marine marchande témoigne tout particulièrement de cette assignation au travail auquel les marins ne peuvent déroger :
« Au cours de la campagne, les marins égarés sur les Bancs et recueillis par un autre navire, doivent sauf incapacité physique, travailler à bord de ce navire. Dans ce cas, ils sont rémunérés d’après le nombre de morues qu’ils ont pêchées. Ceux d’entre eux qui sont rapatriés à Saint-Pierre-et-Miquelon ou autres lieux de pêche, doivent, autant que possible, être ramenés à bord de leur navire. Il en est de même, après guérison, pour les engagés laissés à terre pour cause de maladie. [...] S’il est établi par l’Administrateur de l’Inscription Maritime que les marins égarés n’ont pas fait tout leur possible pour rejoindre leur bord ou qu’ils ont abandonnée volontairement leur navire, aucune indemnité d’absence ne leur est due. »

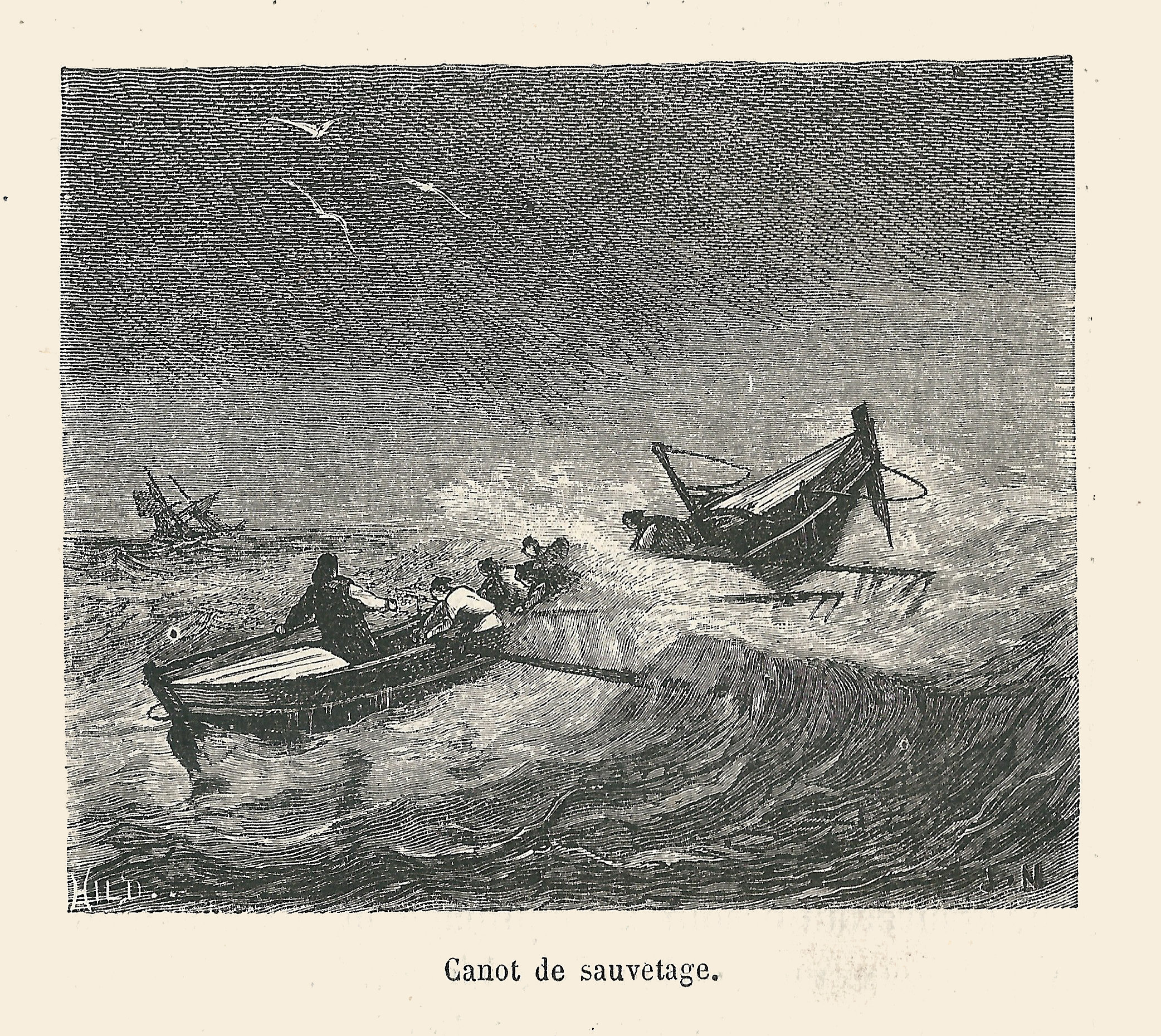

### Des marins "à la disposition de l'armateur"
Le contrat-type de marin réalisé à Paris en 1936 par le Comité central des armateurs de France et la Fédération nationale des syndicats de capitaine de la marine marchande et actuellement conservé au Musée de Bretagne nous indique à travers ses différents articles une relation de subordination des marins à leur armateur, impliquant une quasi servitude de leur part.

Par exemple, l'article 8 mentionne que : 
« Les engagés doivent se rendre à bord le jour qui leur est fixé par l’Armateur ; ils sont, dès ce moment, à la disposition de ce dernier »
Les marins peuvent également n'être prévenus de la date d'embarquement seulement 48 heures à l'avance (article 9). Ils peuvent également être retenus à bord pour ramener le navire à son port d'hivernage si, faute de trouver un nouvel équipage adéquat, le Capitaine les désigne pour ce travail supplémentaire (article 2).
Enfin, les pénalités prévues en cas de non respect des consignes (comme par exemple un retard sans motif légitime) sont directement prélevées sur les salaires de retour (article 9).

## La rémunération des marins
Le contrat-type de marin réalisé à Paris en 1936 par le Comité central des armateurs de France et la Fédération nationale des syndicats de capitaine de la marine marchande et actuellement conservé au Musée de Bretagne nous informe sur la rémunération des marins, notamment l'article 16 :

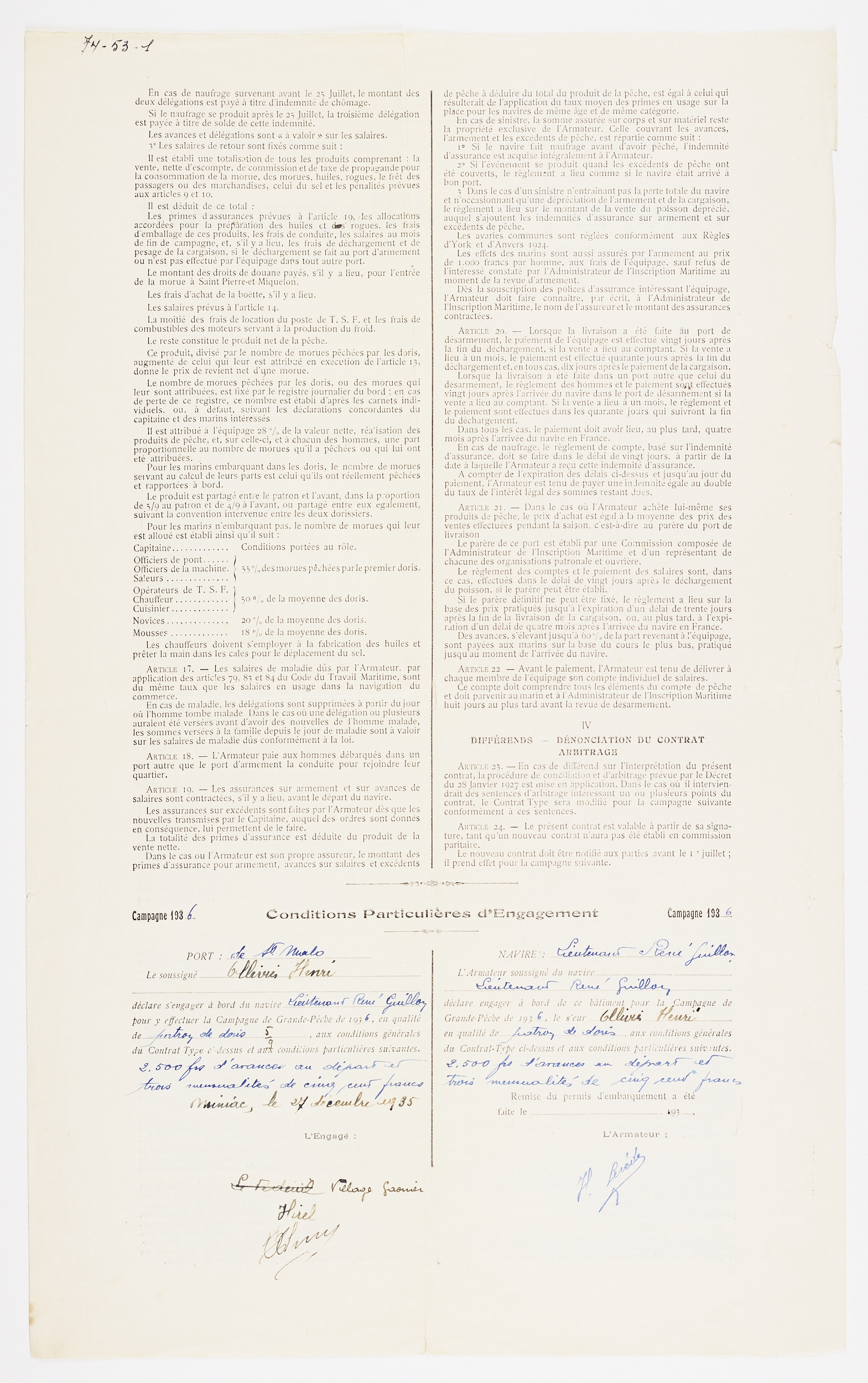
Contrat-type des marins (2e partie)

« Les salaires se composent des avances, des délégations et des salaires de retour. »
Les avances sont fixées par une commission composée de l’Administrateur de l’Inscription Maritime et d’un représentant de chacune des organisations patronale et ouvrière. Les délégations sont payées à la femme ou aux ayants droit du marin, quinze jours après son départ. Enfin, les salaires de retour sont fixés à partir de la totalisation de tous les produits, dont sont déduits de nombreux frais : 
Est déduit de ce total : les primes d’assurances prévues à l’article 19, les allocations accordées pour la préparation des huiles et des rogues, les frais d’emballage de ces produits, les frais de conduite, les salaires au mois de fin de campagne, et, s’il y a lieu, les frais de déchargement et de pesage de la cargaison, si le déchargement se fait au port d’armement ou n’est pas effectué par l’équipage dans tout autre port. Le montant des droits de douane payés, s’il y a lieu, pour l’entrée de la morue à Saint Pierre-et-Miquelon. Les frais d’achat de la boëtte, s’il y a lieu. Les salaires prévus à l’article 14. La moitié des frais de location du poste de T.S.F. et les frais de combustibles des moteurs servant à la production du froid. Le reste constitue le produit net de la pêche.
Une fois ces charges déduites, le partage des gains est réalisée de façon très disparate entre l'armateur et l'équipage, puisque l'ensemble des hommes composant cet équipage ne touche que 28% des gains réalisés durant la campagne. 
"Il est attribué à l’équipage 28% de la valeur nette, réalisation des produits de pêche, et, sur celle-ci, et à chacun des hommes, une part proportionnelle au nombre de morues qu’il a pêchées ou qui lui ont été attribuées." 

## La fin de l'épopée tragique
En 1935, des deux goélettes parties de Paimpol, seule La Glycine revient au port. Le naufrage du Butterfly en mer d'Irlande marque symboliquement la fin de la « Pêche à Islande ». Les conséquences humaines de ces années de campagne sont très lourdes. La Caisse Nationale des Invalides, dont les cotisations sont partiellement détournées selon un rapport de 1893, la Caisse de secours aux marins de la pêche d’Islande, la société d'assurances mutuelles, dont l'administrateur a préconisé la création selon le même rapport, ne servent que de maigres pensions. Les maisons cossues des armateurs sur la côte bretonne ne doivent pas faire illusion : la misère est le lot des centaines de veuves, d'orphelins, d'estropiés et de malades, qui peuplent le littoral autour de Paimpol.
Toutefois, la pêche en Islande, magnifiée au cours du temps par de nombreux écrivains, garde depuis un fort pouvoir d'évocation symbolique dans la conscience populaire. Son côté tragique, souvent romantisé, aura finalement contribué à la faire passer à la postérité comme une épopée des temps modernes, splendide dans sa dureté et magnifiée en tant qu'étape importante de toute l'histoire des marins français, et notamment bretons.